# Landover
Landover is een plaats (CDP) in de Amerikaanse staat Maryland, en valt bestuurlijk gezien onder Prince George's County.

## Demografie
Bij de volkstelling in 2010 werd het aantal inwoners vastgesteld op 23.078.

## Geografie
Volgens het United States Census Bureau beslaat de plaats een oppervlakte van
10,7 km², waarvan 10,7 km² land en 0,0 km² water.